# Овсеево
Овсеево — деревня в Островском районе Псковской области. Входит в состав Островской волости.
Расположена в 25 км к востоку от центра города Остров.
| 2001 | 2002 | 2010 |
| ---- | ---- | ---- |
| 7    | ↘3   | ↘0   |

## История
Деревня до апреля 2015 года входила в состав ныне упразднённой Волковской волости района.